# Tolpia testacea
Tolpia testacea là một loài bướm đêm trong họ Erebidae.